# Pierre Charbonnier (peintre)
Ne doit pas être confondu avec Pierre Charbonnier, philosophe spécialiste de l'histoire des idées environnementales
Pour les articles homonymes, voir Charbonnier.
Pierre Charbonnier (né le 24 août 1897 à Vienne et mort le 2 juillet 1978 à Paris) est un peintre, décorateur et réalisateur français.

## Biographie
Il expose au Salon des Tuileries de 1929 les toiles Pont et Toits.
On lui doit aussi des courts-métrages.
Il est le père du photographe Jean-Philippe Charbonnier.

## Filmographie (décorateur)
- 1934 : Les Affaires publiques (directeur artistique)
- 1950 : Journal d’un Curé de Campagne
- 1956 : Un condamné à mort s'est échappé
- 1958 : Bobosse
- 1959 : Pickpocket
- 1960 : Les Mauvais Coups
- 1962 : Procès de Jeanne d'Arc
- 1966 : Au hasard Balthazar
- 1969 : Une femme douce
- 1971 : Quatre Nuits d'un rêveur
- 1974 : Lancelot du Lac

### Courts-métrages
- 1930 : Ce soir à huit heures
- 1933 : Pirates du Rhône (avec Jean Aurenche)
- 1933 : Bracos de Sologne (avec Jean Aurenche)